# Avicennia
Ne doit pas être confondu avec Avicenna.
Genre
Classification phylogénétique
Sous-famille
Avicennia est un genre de plantes à fleurs, de la famille des Acanthacées. Ce sont des arbres des mangroves que l'on trouve tout autour du Monde sous le Tropique du Cancer.
Le Palétuvier noir, le principal représentant du genre Avicennia, se trouve en arrière de la mangrove et constitue un paysage très particulier avec ses pneumatophores qui surgissent verticalement du sol sur 10 à 20 cm de hauteur en rangs serrés.

## Histoire
Une mangrove essentiellement constituée de palétuviers du genre Avicennia était présente autour de l'océan Arctique pendant l'optimum climatique de l'Éocène, il y a 56 à 40 millions d'années,.

## Description

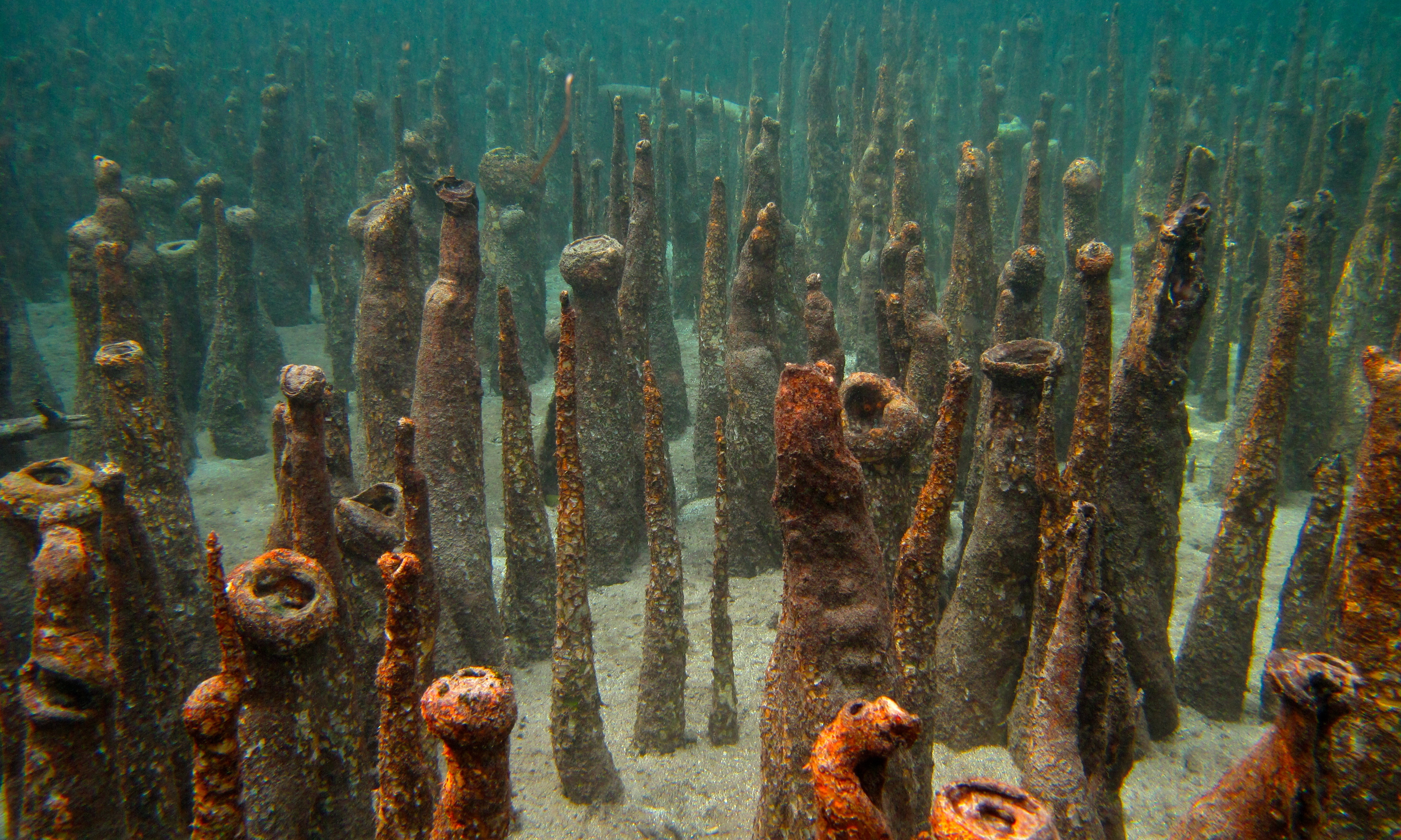
Pneumatophores d' Avicennia sp. immergés à marée haute.

Dans les mangroves de l'Asie du Sud-Est, près de la mer, au niveau des basses eaux, les premiers colonisateurs sont des palétuviers noirs Avicennias dont l'Avicennia marina (et aussi des arbuste du genre Sonneratia).
Dans les mangroves des Antilles et de Guyane, les palétuviers noirs Avicennias ne poussent pas près de la mer. Ce sont les palétuviers rouges Rhizophora mangle qui poussent  près de la mer et ensuite se développent juste en arrière les Avicennia germinans. 
Ces arbres ont de longues racines qui fixent la vase et permettent à de nouveaux sédiments de se déposer derrière. 
Les Avicennias supportent un degré élevé de salinité. Ils supportent aussi d'être presque continuellement submergés dans l'eau salée de la mer.
Et comme il n'y a pas d'air dans la vase salée, les racines des Avicennias donnent naissance à des pneumatophores, excroissances verticales exposées à l'air à marée basse pour leur permettre de respirer.

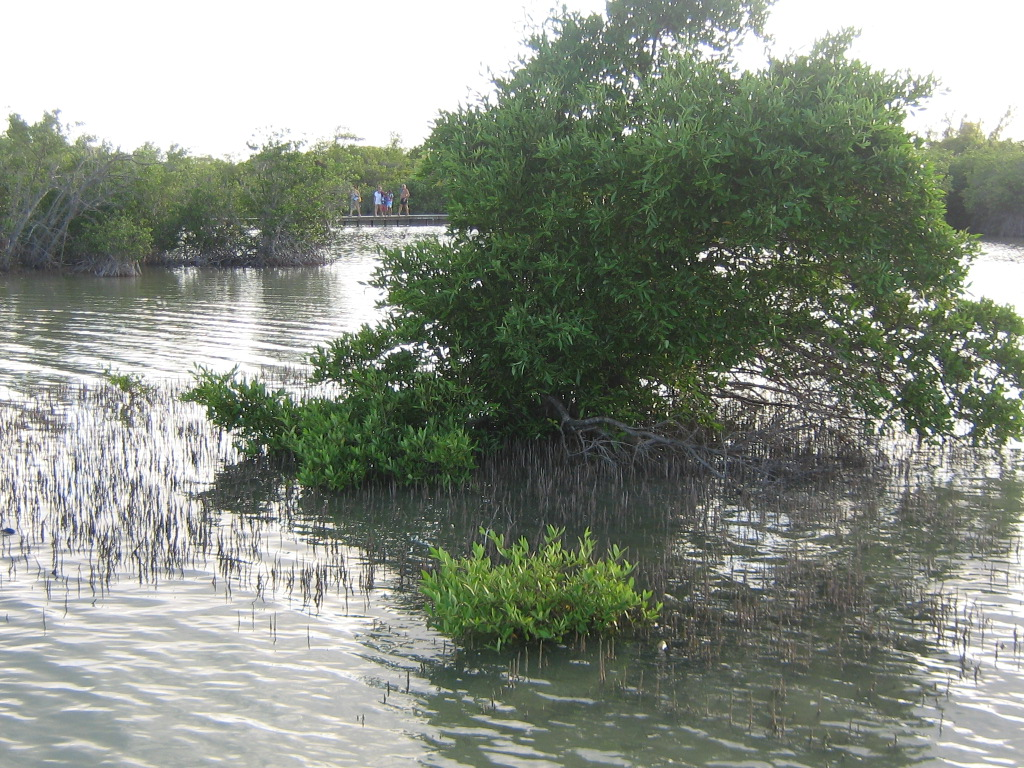
Palétuvier noir avec ses pneumatophores émergés à marée basse.

## Liste des espèces
Selon "The Plant List" 9 octobre 2012
- Avicennia balanophora Stapf & Moldenke , (1940)
- Avicennia bicolor Standl. , (1923)
- Avicennia germinans (L.) L. , (1764)
- Avicennia integra N.C.Duke 	, (1988)
- Avicennia marina (Forssk.) Vierh. , (1907)
- Avicennia marina subsp. australasica (Walp.) J.Everett , (1994)
- Avicennia marina subsp. eucalyptifolia (Valeton) J.Everett , (1994)
- Avicennia marina subsp. marina
- Avicennia marina var. rumphiana (Hallier f.) Bakh. , (1921)
- Avicennia officinalis L. , (1753)
- Avicennia schaueriana Stapf & Leechm. ex Moldenke , (1939)
- Avicennia tonduzii Moldenke , (1938)

## Espèces aux noms synonymes, obsolètes et leurs taxons de référence
Selon "The Plant List" 9 octobre 2012
- Avicennia africana P.Beauv. = Avicennia germinans (L.) L. , (1764)
- Avicennia alba Blume = Avicennia marina subsp. marina
- Avicennia alba var. latifolia Moldenke = Avicennia marina subsp. marina
- Avicennia elliptica Thunb. = Avicennia germinans (L.) L. , (1764)
- Avicennia elliptica var. martii Moldenke = Avicennia germinans (L.) L. , (1764)
- Avicennia eucalyptifolia (Valeton) Zipp. ex Moldenke = Avicennia marina subsp. eucalyptifolia (Valeton) J.Everett , (1994)
- Avicennia floridana Gand. = Avicennia germinans (L.) L. , (1764)
- Avicennia floridana Raf. = Avicennia germinans (L.) L. , (1764)
- Avicennia germinans (L.) Stearn = Avicennia germinans (L.) L. , (1764)
- Avicennia germinans f. aberrans Moldenke 	= Avicennia germinans (L.) L. , (1764)
- Avicennia germinans f. brasiliensis Moldenke = Avicennia germinans (L.) L. , (1764)
- Avicennia germinans var. cumanensis (Kunth) Moldenke = Avicennia germinans (L.) L. , (1764)
- Avicennia germinans var. guayaquilensis (Kunth) Moldenke = Avicennia germinans (L.) L. , (1764)
- Avicennia germinans f. venezuelensis Moldenke = Avicennia germinans (L.) L. , (1764)
- Avicennia intermedia Griff. = Avicennia marina subsp. marina
- Avicennia lamarckiana C.Presl = Avicennia germinans (L.) L. , (1764)
- Avicennia lanata Ridl.  = Avicennia marina var. rumphiana (Hallier f.) Bakh. , (1921)
- Avicennia marina var. alba (Blume) Bakh. = Avicennia marina subsp. marina
- Avicennia marina f. angustata Moldenke = Avicennia marina subsp. marina
- Avicennia marina var. anomala Moldenke = Avicennia marina subsp. marina
- Avicennia marina var. australasica (Walp.) Moldenke = Avicennia marina subsp. australasica (Walp.) J.Everett , (1994)
- Avicennia marina var. eucalyptifolia (Valeton) N.C.Duke = Avicennia marina subsp. eucalyptifolia (Valeton) J.Everett , (1994)
- Avicennia marina var. intermedia (Griff.) Bakh. = Avicennia marina subsp. marina
- Avicennia marina f. intermedia (Griff.) Moldenke = Avicennia marina subsp. marina
- Avicennia marina var. resinifera (G.Forst.) Bakh. = Avicennia marina subsp. australasica (Walp.) J.Everett , (1994)
- Avicennia meyeri Miq. = Avicennia germinans (L.) L. , (1764)
- Avicennia mindanaensis Elmer = Avicennia marina subsp. marina
- Avicennia nitida Sessé & Moc. = Avicennia germinans (L.) L. , (1764)
- Avicennia nitida Jacq. = Avicennia germinans (L.) L. , (1764)
- Avicennia nitida var. trinitensis Moldenke = Avicennia germinans (L.) L. , (1764)
- Avicennia oblongifolia Nutt. ex Chapm. = Avicennia germinans (L.) L. , (1764)
- Avicennia obovata Griff. = Avicennia officinalis L. , (1753)
- Avicennia oepata Buch.-Ham. = Avicennia officinalis L. , (1753)
- Avicennia officinalis var. acuminata Domin 	= Avicennia officinalis L. , (1753)
- Avicennia officinalis var. alba (Blume) C.B.Clarke = Avicennia marina subsp. marina
- Avicennia officinalis var. eucalyptifolia Valeton = Avicennia marina subsp. eucalyptifolia (Valeton) J.Everett , (1994)
- Avicennia officinalis f. flaviflora Kuntze = Avicennia officinalis L. , (1753)
- Avicennia officinalis var. lanceolata Kuntze 	= Avicennia germinans (L.) L. , (1764)
- Avicennia officinalis var. nitida Kuntze = Avicennia germinans (L.) L. , (1764)
- Avicennia officinalis f. tomentosa Kuntze = Avicennia officinalis L. , (1753)
- Avicennia resinifera G.Forst. 	= Avicennia marina subsp. australasica (Walp.) J.Everett , (1994)
- Avicennia rumphiana Hallier f. = Avicennia marina var. rumphiana (Hallier f.) Bakh. , (1921)
- Avicennia schaueriana f. candicans Moldenke = Avicennia schaueriana Stapf & Leechm. ex Moldenke , (1939)
- Avicennia schaueriana f. glabrescens Moldenke = Avicennia schaueriana Stapf & Leechm. ex Moldenke , (1939)
- Avicennia sphaerocarpa Stapf ex Ridl. = Avicennia marina subsp. marina
- Avicennia spicata Kuntze = Avicennia marina subsp. marina
- Avicennia tomentosa Jacq. = Avicennia germinans (L.) L. , (1764)
- Avicennia tomentosa Schauer [Illegitimate] 	= Avicennia schaueriana Stapf & Leechm. ex Moldenke , (1939)
- Avicennia tomentosa var. arabica Walp. = Avicennia marina subsp. marina
- Avicennia tomentosa var. australasica Walp. = Avicennia marina subsp. australasica (Walp.) J.Everett , (1994)
- Avicennia tomentosa var. campechensis Jacq. = Avicennia germinans (L.) L. , (1764)
- Avicennia tomentosa var. cumanensis Kunth = Avicennia germinans (L.) L. , (1764)
- Avicennia tomentosa var. guayaquilensis Kunth = Avicennia germinans (L.) L. , (1764)